# 2MASS J10521350+4422559
2MASS J10521350+4422559 ist ein Brauner Zwerg der Spektralklasse T0,5 im Sternbild Großer Wagen. Er wurde 2006 von Kuenley Chiu et al. entdeckt.